# 油酸甲酯
油酸甲酯是一种有机化合物，分子式C19H36O2，可看作油酸（顺-十八碳-9-烯酸）与甲醇形成的脂肪酸甲酯，常温常压下为无色液体，具有特殊气味，几乎不溶于水，能由三油酸甘油酯与甲醇在碳酸钾存在下进行酯交换反应生成。